# حكومة أويحيى العاشرة
حكومة أويحيى العاشرة حكومة جزائرية تقلدت السلطة منذ 15 أغسطس 2017 إلى غاية 11 مارس 2019. ترأسها الوزير الأول أحمد أويحيى الذي عينه رئيس الجمهورية عبد العزيز بوتفليقة في 15 أوت 2017. وشهدت هذه الحكومة تغيير حاملي 3 حقائب وزارية فقط مقارنة مع الحكومة السابقة التي رأسها عبد المجيد تبون.
استقالة هذه الحكومة عقب الحراك الشعبي ضد ترشح الرئيس السابق عبد العزيز بوتفليقة لعهدة خامسة.

## تشكيلة الحكومة
عينت التشكيلة الوزارية بمرسوم رئاسي في 17 أغسطس 2017 و نشرت في الجريدة الرسمية الجزائرية على النحو التالي:
- نائب وزير الدفاع رئيس أركان الجيش الوطني الشعبي:	الفريق أحمد قايد صالح
- وزير الشؤون الخارجية: - عبد القادر مساهل
- وزير الداخلية والجماعات المحلية وتهيئة الإقليم: - نور الدين بدوي
- وزير العدل حافظ الأختام: - الطيب لوح
- وزير المالية:	عبد الرحمان راوية
- وزير الطاقة:	مصطفى قيطوني
- وزير المجاهدين:	الطيب زيتوني
- وزير الشؤون الدينية والأوقاف: - محمد عيسى
- وزيرة التربية الوطنية:	نورية بن غبريت
- وزير التعليم العالي والبحث العلمي:	الطاهر حجار
- وزير التكوين والتعليم المهنيين:	محمد مباركي
- وزير الثقافة:	عز الدين ميهوبي
- وزيرة البريد والاتصالات السلكية واللاسلكية والتكنولوجيا والرقمنة: - هدى إيمان فرعون
- وزير الشباب والرياضة:	الهادي ولد علي، عوضه محمد حطاب*
- وزيرة التضامن الوطني والأسرة وقضايا المرأة:	غنية الدالية
- وزير الصناعة والمناجم:	يوسف يوسفي
- وزير الفلاحة والتنمية الريفية والصيد البحري:	عبد القادر بوعزقي
- وزير السكن والعمران والمدينة:	عبد الوحيد طمار
- وزير التجارة:	محمد بن مرادي، عوضه سعيد جلاب*
- وزير الاتصال:	جمال كعوان
- وزير الأشغال العمومية والنقل:	عبد الغاني زعلان
- وزير الموارد المائية:	حسين نسيب
- وزير السياحة والصناعات التقليدية:	حسان مرموري، عوضه عبد القادر بن مسعود*
- وزير الصحة والسكان وإصلاح المستشفيات:	مختار حسبلاوي
- وزير العمل والتشغيل والضمان الاجتماعي:	مراد زمالي
- وزير العلاقات مع البرلمان:	الطاهر خاوة، عوضه محجوب بدة*
- وزيرة البيئة والطاقات المتجددة:	فاطمة الزهراء زرواطي

* تعديل 4 أبريل 2018.

### التعديل الوزاري لـ 4 أبريل 2018
أجرى رئيس الجمهورية 4 تغييرات لحقائب وزارية هي :
- وزارة السياحة : أوكلت إلى عبد القادر بن مسعود (والي تيسمسيلت) خلفا لحسن مرموري.
- وزارة الرياضة والشباب : أوكلت إلى محمد حطاب (والي بجاية) خلفا للهادي ولد علي
- وزارة التجارة : أوكلت إلى سعيد جلاب (إطار في الوزارة مدير للتجارة الخارجية) خلفا لمحمد بن مرادي
- وزارة العلاقات مع البرلمان : أوكلت إلى محجوب بدة (وزير سابق للصناعة والمناجم في حكومة تبون) خلفا لالطاهر خاوة

## قائمة الوزراء الحالية
| الترقيم | الصورة | المنصب                                                           | الوزير                |  | الحزب                    |
| ------- | ------ | ---------------------------------------------------------------- | --------------------- |  | ------------------------ |
| 1       |        | نائب وزير الدفاع، رئيس أركان الجيش الوطني الشعبي                 | الفريق أحمد قايد صالح |  | مستقل                    |
| 2       |        | وزير الشؤون الخارجية                                             | عبد القادر مساهل      |  | مستقل                    |
| 3       |        | وزير الداخلية والجماعات المحلية و التهيئة العمرانية              | نور الدين بدوي        |  | مستقل                    |
| 4       |        | وزير العدل، حافظ الأختام                                         | الطيب لوح             |  | جبهة التحرير الوطني      |
| 5       |        | وزير المالية                                                     | عبد الرحمان راوية     |  | مستقل                    |
| 6       |        | وزير الطاقة                                                      | مصطفى قيطوني          |  | مستقل                    |
| 7       |        | وزير المجاهدين                                                   | الطيب زيتوني          |  |                          |
| 8       |        | وزير الشؤون الدينية و الأوقاف                                    | محمد عيسى             |  | التجمع الوطني الديمقراطي |
| 9       |        | وزيرة التربية الوطنية                                            | نورية بن غبريت        |  | مستقل                    |
| 10      |        | وزير التعليم العالي والبحث العلمي                                | الطاهر حجار           |  |                          |
| 11      |        | وزير التكوين و التعليم المهنيين                                  | محمد مباركي           |  | التجمع الوطني الديمقراطي |
| 12      |        | وزير الثقافة                                                     | عز الدين ميهوبي       |  | التجمع الوطني الديمقراطي |
| 13      |        | وزيرة البريد والاتصالات السلكية واللاسلكية والتكنولوجيا والرقمنة | هدى إيمان فرعون       |  | مستقل                    |
| 14      |        | وزير الشباب والرياضة                                             | محمد حطاب             |  | مستقل                    |
| 15      |        | وزيرة التضامن الوطني والأسرة وقضايا المرأة                       | غنية الدالية          |  | جبهة التحرير الوطني      |
| 16      |        | وزير الصناعة و المناجم                                           | يوسف يوسفي            |  | التجمع الوطني الديمقراطي |
| 17      |        | وزير الفلاحة والتنمية الريفية والصيد البحري                      | عبد القادر بوعزقي     |  | مستقل                    |
| 18      |        | وزير السكن والعمران والمدينة                                     | عبد الوحيد طمار       |  |                          |
| 19      |        | وزير التجارة                                                     | سعيد جلاب             |  | مستقل                    |
| 20      |        | وزير الاتصال                                                     | جمال كعوان            |  | مستقل                    |
| 21      |        | وزير الأشغال العمومية والنقل                                     | عبد الغاني زعلان      |  | مستقل                    |
| 22      |        | وزير المـوارد المائية                                            | حسين نسيب             |  | مستقل                    |
| 23      |        | وزير السياحة والصناعات التقليدية                                 | عبد القادر بن مسعود   |  |                          |
| 24      |        | وزير الصحة والسكان وإصلاح المستشفيات                             | مختار حسبلاوي         |  | مستقل                    |
| 25      |        | وزير العمل و التشغيل و الضمان الاجتماعي                          | مراد زمالي            |  | مستقل                    |
| 26      |        | وزير العلاقات مع البرلمان                                        | محجوب بدة             |  | جبهة التحرير الوطني      |
| 27      |        | وزيرة البيئة والطاقات المتجددة                                   | فاطمة الزهراء زرواطي  |  | تجمع أمل الجزائر         |
| 28      |        | وزير، أمين عام للحكومة                                           | أحمد نوي              |  |                          |